# Pseudograffilla arenicola
Pseudograffilla arenicola is een platworm (Platyhelminthes). De worm is tweeslachtig. De soort leeft in het zoute water.
Het geslacht Pseudograffilla, waarin de platworm wordt geplaatst, wordt tot de familie Graffillidae gerekend. De wetenschappelijke naam van de soort werd voor het eerst geldig gepubliceerd in 1938 door Meixner.